# Scirocco (film, 1987)
Pour les articles homonymes, voir Scirocco.
Pour plus de détails, voir Fiche technique et Distribution.
Scirocco, aussi nommé Amantide - Scirocco, est un film franco-italien réalisé par Aldo Lado en 1987.

## Synopsis
Léa (Fiona Gélin) est mariée à l'ingénieur Afredo (Enzo De Caro) qui travaille dans les puits de pétrole au Maghreb. Au cours d'une visite auprès de son mari, elle constate que son mariage se détériore. Elle cherche un soulagement dans l'exotisme qu'offre le pays et elle est vite attirée par un voyou local surnommé "Le Serpent" (Yves Collignon) qu'elle rencontre dans la kasbah. Cependant, sa relation avec lui commence à devenir de plus en plus néfaste.

## Fiche technique
- Réalisateur :Aldo Lado
- Scénariste : Aldo Lado
- Langue : français
- Genre : drame
- Durée : 88 minutes
- Date de sortie : 18 août 1987

## Distribution
- Fiona Gélin : Léa
- Enzo De Caro : Alfredo
- Yves Collignon : Le Serpent
- Joshua McDonald : Jeff
- Gianluigi Ghione : Stefan
- Christophe Ratendra : Le garçon d'étage
- Alberto Canova : Kurt
- Abdellatif Hamrouni : vieil Arabe
- Nadia Saiji : Gitane